# Megalotica holobra
Megalotica holobra là một loài bướm đêm trong họ Geometridae.